# Nolwenn Leroy
Nolwenn Leroy (Saint-Renan, Bretanya, 28 de setembre de 1982), de nom real Nolwenn Le Magueresse, és una cantant, cantautora i instrumentista bretona. De formació clàssica, saltà a la fama després de guanyar la segona edició del concurs musical televisiu francès Star Academy, el 2002. Des d'aleshores ha publicat cinc àlbums d'estudi i ha situat dos senzills (Cassé i Nolwenn Ohwo !) a la primera posició de les llistes franceses.